# Хендли Пејџ Хемпден
Хендли Пејџ Хемпден (енгл. Handley Page Hampden, HP.52 Hampden) је био британски двомоторни бомбардер из периода Другог свјетског рата. Производила га је фабрика Хендли Пејџ (Handley Page Aircraft Company) од 1938. до 1942. 

## Развој
На папиру је Хемпден, задњи од нових једнокрилних бомбардера РАФ-а који је ушао у службу, био изузетан авион. Дизајнери су га сматрали тако брзим и покретљивим да су га прозвали ловачким-бомбардером и уградили и један фиксни митраљез са пуцањем напријед. Сматрали су да 3 додатна митраљеза на флексибилним подлогама пружају потпуну заштиту од напада са сваке стране, без тежине везане са куполама. У носивости бомби и долету Хемпден је био скоро исти са већим авионима Вајтли и Велингтон, али знатно бржи од њих. Хемпден је био брз скоро као лаки бомбардер Бристол Бленим, али је носио четворострук терет бомби двоструко далеко. Захваљујући свом крилу са флапсовима могао је да се спусти са брзином од само 118 km/h.
Дизајниран као одговор на спецификацију Б.9/32 прототип је био угласт, али сљедећи авион је био бољег облика и наруџбе су дате за већи број авиона. Први лет прототипа је изведен 21. јуна 1936. године, а авион је ушао у серијску производњу 1938. Произведено је укупно 1,430 авиона.

## У борби
Осам ескадрила наоружаних Хемденима је било оперативно по избијању Другог свјетског рата. Напади су почели на њемачке бродове и поморске инсталације (напад на Њемачку је био забрањен). По сусретима с њемачким ловцима у којима су губици били врло тешки, могло се закључити да је потребна много већа ватрена моћ за одбрану. Хемпдени су приземљени, опремљени бољом оклопом и ватреном моћи, и кориштени отада само ноћу.
Упркос уском трупу и скорој немогућности преласка између борбених позиција, Хемпдени су успјешно кориштени за бомбардовање њемачких припрема за напад на Велику Британију 1940. (њем. операција Морски Лав), полагање морских мина, бомбардовање Њемачке и финално као торпедни бомбардери изнад Сјеверног мора и сјеверне Русије. 

## Карактеристике
Врста авиона: бомбардер, касније торпедни бомбардер и полагач мина
- Први лет прототипа: 21. јун 1936.

- Произвођач: Хендли Пејџ (Handley Page Aircraft Company)

Димензије
- Аеропрофил крила:

Масе
Погонска група
- Мотори: два, Бристол Пегазус (Bristol Pegasus XVIII), 730 kW, 1000 КС сваки
- Однос снага/тежина: 0.172

## Летне особине
- Највећа брзина: 410
- Радијус дејства: 1762
- Највећи долет:
- Оперативни врхунац лета: 5790
- Брзина пењања: 5

## Наоружање
- Стрељачко: 4 до 6 .303 in (7.7 mm) митраљеза Викерс К
- Бомбе: до 1814 kg бомби, касније и мина, или торпедо